# تپه گری
تپه گری در شهرستان ترکمن، بخش وشمگیر، روستای قرنجیک قربان آخوند واقع شده و این اثر در تاریخ ۱۰ خرداد ۱۳۸۲ با شمارهٔ ثبت ۸۸۷۱ به‌عنوان یکی از آثار ملی ایران به ثبت رسیده است.